# Victor-Emmanuel Ier
Pour les articles homonymes, voir Victor-Emmanuel.
Victor-Emmanuel Ier, né à Turin le 24 juillet 1759 et mort à Moncalieri le 10 janvier 1824, est roi de Sardaigne, prince de Piémont et duc de Savoie de 1802 à 1821. Il est le fils de Victor-Amédée III de Sardaigne et de Marie-Antoinette d'Espagne.

## Biographie

### Règne

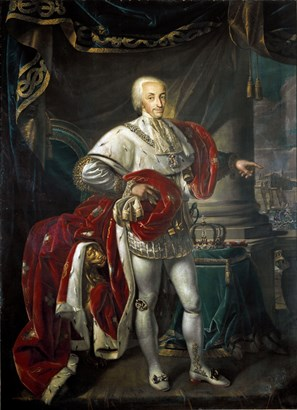
Victor-Emmanuel en tenue de couronnement (1802).

Il est d'abord duc d'Aoste vers 1780, marquis de Rivoli en 1792, marquis de Pianezza en 1793 et prince héritier de Sardaigne de 1796 à 1802. À cette date, il succède à son frère Charles-Emmanuel IV qui, veuf et sans enfants, a abdiqué pour entrer dans les ordres. Depuis 1796, les conquêtes des armées révolutionnaires françaises ont réduit le royaume de Sardaigne à sa partie insulaire. Victor-Emmanuel Ier réintègre en 1814 toute la partie continentale annexée à l'Empire français (duché de Savoie, comté de Nice, pas de Suse, marquisat de Saluces, principauté de Piémont), à la disparition de l'Empire de Napoléon Ier et reçoit le territoire de la défunte république de Gênes au congrès de Vienne en 1815.
Favorable au traité de Vienne, il entreprend une politique profondément réactionnaire et hostile aux idées révolutionnaires françaises et à l'Empire napoléonien, qu'il considère comme une « trahison de la foi de ses ancêtres ».
Dès le lendemain de son arrivée à Turin, il fait publier un édit abolissant toutes les lois promulguées depuis les constitutions royales de 1770, révise les décisions judiciaires, restaure les institutions disparues depuis le début de l'occupation française, renomme les anciens fonctionnaires royaux, rétablit les droits communiers de Savoie et les vieux droits de bandite du comté de Nice, les privilèges, la dîme, le système de majorat, redonne à la noblesse la place qui était la sienne avant la Révolution dans l'armée et rétablit les droits féodaux de la couronne. Il rétablit enfin le droit de mainmorte, et la censure religieuse contre les ouvrages pervers ou immoraux, surtout en provenance de France (14 mai 1814).
Son implacable ressentiment envers l'usurpation française napoléonienne l'amène à entreprendre la destruction de la route alpine du Mont-Cenis et du pont sur le Pô, tous deux construits par l'ex-vice-roi d'Italie Eugène de Beauharnais, fils adoptif de Napoléon Bonaparte.
Menacé par une insurrection révolutionnaire, il préfère abdiquer plutôt que d'accorder une constitution qu'il juge « tout entière empoisonnée par les agents de l'ennemi ». C'est son frère Charles-Félix qui lui succède.

### Famille

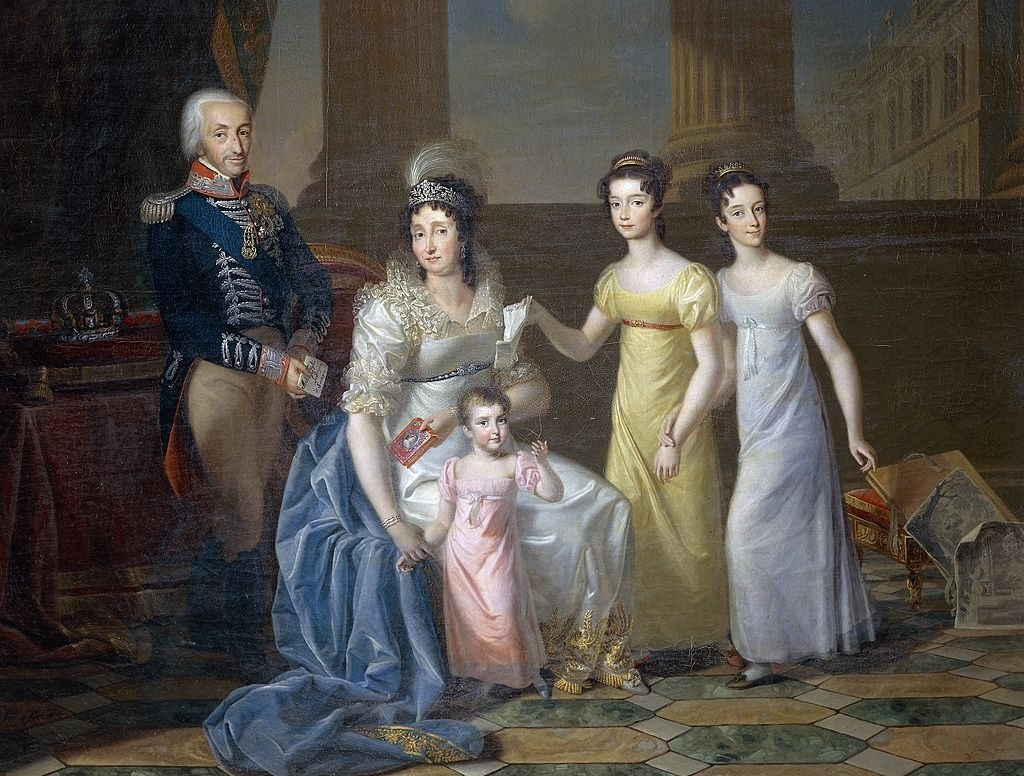
Victor-Emmanuel et sa famille.

Le 25 avril 1789, il épouse l'archiduchesse Marie-Thérèse d'Autriche-Este, fille de Ferdinand d'Autriche-Este et de Marie-Béatrice d'Este. Ils ont sept enfants :
- Marie-Béatrice (1792 † 1840), mariée en 1812 à son oncle maternel François IV de Modène (1779 † 1846), archiduc d'Autriche-Este et duc de Modène ;
- Marie Adelaide (1794 † 1795) ;
- Carlo Emanuele (1796 † 1799), prince de Piémont ;
- Une fille (1800 † 1801) ;
- Marie-Thérèse de Savoie (1803 † 1879), mariée en 1820 à Charles II de Bourbon-Parme (1799 † 1883), duc de Parme ;
- Marie-Anne de Savoie (1803 † 1884), mariée en 1831 à Ferdinand Ier d'Autriche (1793 † 1875), empereur d'Autriche ;
- Marie-Christine de Savoie (1812 † 1836), mariée en 1832 à Ferdinand II (1810 † 1859), roi des Deux-Siciles, béatifiée en 2014.

### Sculptures égyptiennes
En 1824, le prince Victor-Emmanuel Ier, sur les conseils de Jean-François Champollion, achète la collection de sculptures égyptiennes du consul français au Caire, Bernardino Drovetti, qui accumule les antiquités depuis 1802. Après avoir proposé la vente de sa collection en 1818 pour le Louvre au roi Louis XVIII qui la refuse nettement (le prix était excessif selon lui), Drovetti la vend finalement au duc de Savoie-roi de Sardaigne. C'est grâce à l'achat de cette première collection que Turin, capitale des États de Savoie, a pu créer son musée égyptologique.